# 헨리 레이번

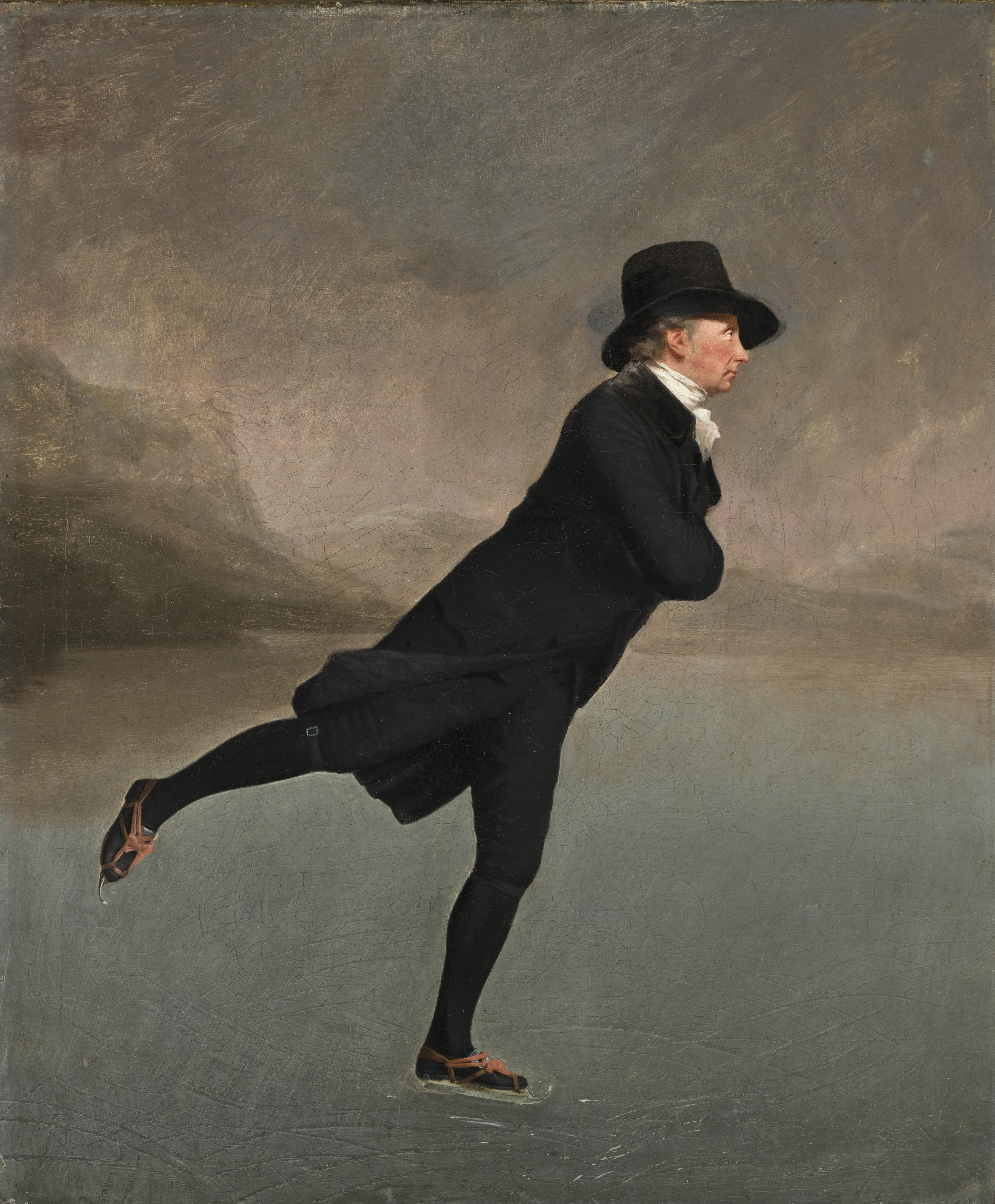
《스케이트 타는 목사》라는 제목으로 알려진 더딩스턴 호수에서 스케이트를 타는 로버트 워커 목사를 묘사한 작품, 1790년대, 스코틀랜드 국립미술관 소장

헨리 레이번 경(영어: Henry Raeburn, 1756년 3월 4일~1823년 7월 8일)은 스코틀랜드의 초상화가로, 스코틀랜드의 조지 4세 국왕의 초상화가로 활동했다.

## 생애
레이번은 1756년 리스 강변에 있는 스톡브리지에서 제조업자의 아들로 태어났다. 스톡브리지는 예전에는 시외 마을이었지만 현재는 에든버러 시내에 속한다. 그에게는 1744년에 태어난 윌리엄 레이번(William Raeburn)이라는 형이 있었다. 그의 조상은 군인이었던 것으로 여겨지며, 월터 스콧 경의 가족이 소유했던 애넌데일의 언덕 농장에서 "레이번"이라는 이름을 따왔을 것으로 추정된다. 고아가 된 그는 형 윌리엄의 도움을 받아 헤리엇 병원에서 교육을 받았습니다. 15세에 그는 에든버러의 금세공인 제임스 길리랜드(James Gilliland)의 제자로 들어갔으며, 그가 직접 상아에 섬세하게 그린 그림으로 장식된 다양한 보석과 애도 반지 등이 현재도 전해지고 있다. 1778년 의대생 찰스 다윈이 사망했을 때, 그의 친구이자 교수인 앤드류 던컨(Andrew Duncan)은 다윈의 머리카락을 보석상에게 가져갔고 던컨의 제자였던 레이번은 그 머리카락으로 기념 펜던트를 만들었다.
그는 곧 신중하게 완성된 소형 초상화를 제작하기 시작했으며, 성공과 후원을 얻으면서 그는 독학으로 익힌 유화 작업으로 활동을 확장해 나갔다. 길리랜드는 자신의 제자의 발전을 관심 있게 지켜보았고, 앨런 램지의 총애를 받는 조수이자 당시 에든버러의 대표적인 초상화가였던 데이비드 마틴에게 레이번을 소개했다. 레이번은 특히 사본 제작을 위해 초상화를 빌리는 데 큰 도움을 받았다. 그는 곧 그림 그리는 일에만 전념할 만큼 충분한 기술을 갖추게 되었다. 조지 찰머스(1776년, 던펌린 타운 홀)의 초상화는 그의 가장 초기 초상화 작품으로 알려져 있다.

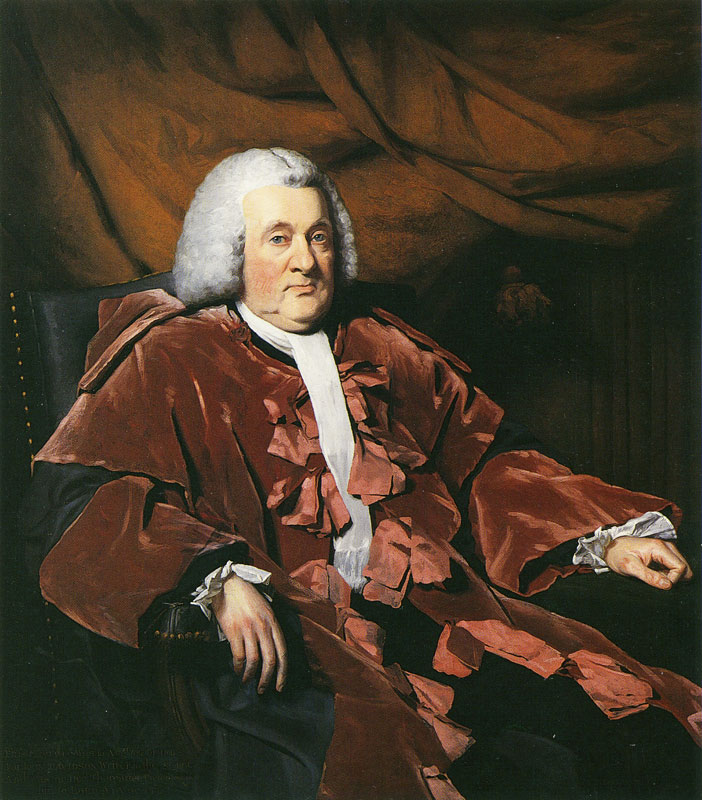
앉아 있는 로버트 던다스의 초상화, 1787년

20대 초반에 레이번은 들판에서 자연을 스케치하던 중 눈에 띄는 젊은 여성의 초상화를 그려달라는 요청을 받았다. 그 여성은 앤(Ann)이었으며 앤은 브리지랜드(Bridgelands)의 피터 에드거(Peter Edgar)의 딸이자, 딘호(Deanhaugh) 백작 제임스 레슬리(James Leslie)의 과부였다. 그녀는 잘생기고 지적인 젊은 예술가 레이번에게 매료되어 한 달 안에 그의 아내가 되었고, 그에게 많은 부를 가져다주었다. 부의 축적은 그의 열정이나 그의 근면에 영향을 미치지 않았지만, 그가 자신의 기술에 대한 철저한 지식을 습득하도록 자극했다. 예술가들이 이탈리아를 방문하는 것은 흔한 일이었고, 레이번은 아내와 함께 이탈리아로 떠났다. 런던에서 그는 왕립 아카데미 회장인 조슈아 레이놀즈 경의 친절한 환대를 받았는데, 레이놀즈 경은 그에게 로마에서 무엇을 공부해야 할지 조언해 주었고, 특히 미켈란젤로의 작품을 추천해 주었으며, 레이번에게 이탈리아로 가는 소개장을 주었다. 로마에서 그는 스코틀랜드인 동료 개빈 해밀턴, 폼페오 바토니, 그리고 골동품 상인 제임스 바이어스를 만났다. 특히 바이어스는 그에게 "어떤 물건이든 기억에서 그대로 베끼지 말고, 주요 인물부터 가장 작은 소품까지 눈앞에 그려보도록 하라"고 조언을 했다. 레이번은 이탈리아에서 2년간 유학한 후 1787년 에든버러로 돌아와 초상화가로서 성공적인 경력을 쌓기 시작했다. 그해에 그는 스코틀랜드의 두 번째 민사 법원장인 로버트 던다스의 좌상(坐像) 초상화를 제작했다.

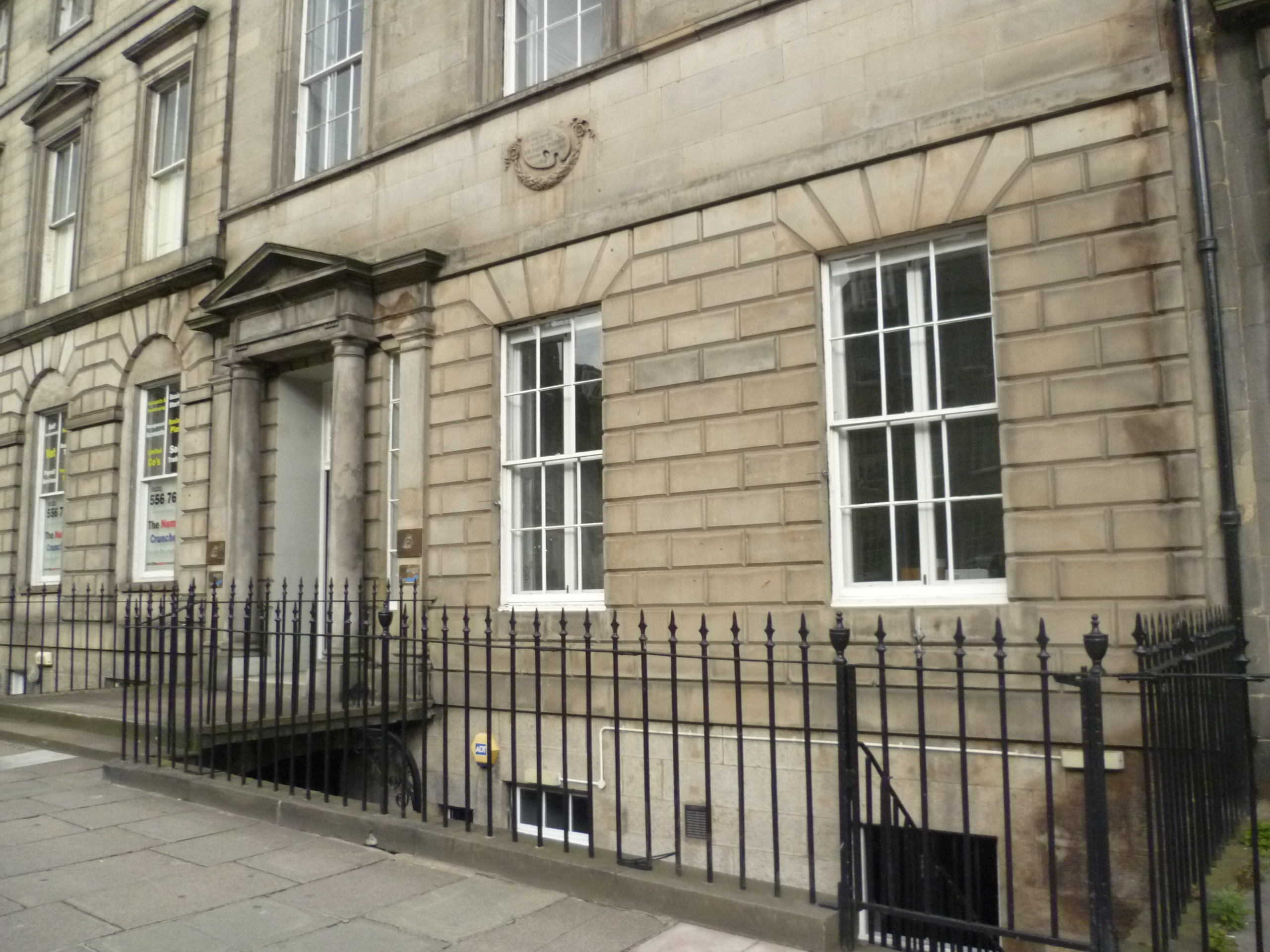
에든버러 뉴타운에 있는 레이번의 스튜디오

그의 초기 초상화 작품으로는 볼도비의 존스톤 부인 흉상과 제임스 허턴 박사의 4분의 3 길이의 초상화가 있다. 초기 작품인 만큼 이 작품들은 다소 소심하고 신중하게 그린 듯 보이며 후기 작품만큼 자신감이 있지는 않지만 섬세함과 개성을 지니고 있다. 운 좋게도, 월터 스콧 경, 휴 블레어, 헨리 맥켄지, 우드하우스리 경, 윌리엄 로버트슨, 존 홈, 로버트 퍼거슨, 듀걸드 스튜어트 등 유명인들이 마침 에든버러에 거주했으며, 모두 레이번이 이들의 초상화를 그렸다. 그의 원숙한 작품으로는 본인의 초상화와 헨리 몬크리프 웰우드 경의 초상화, 토베인 힐의 워드롭 박사의 흉상, 개스크의 아담 롤랜드의 전신상 두 점, 스코틀랜드 국립미술관에 있는 뉴턴 경과 알렉산더 아담 박사의 초상화, 세인트 마틴의 윌리엄 맥도널드의 초상화 등이 있다. 레이번은 자신을 제외하고 단 두 명의 예술가의 초상화만 그렸는데, 그 중 한 명은 19세기 전반의 가장 중요하고 유명한 영국 조각가인 프랜시스 레갯 챈트리 경이었다. 최근 레이번과 챈트리가 절친한 친구였으며 레이번이 그의 걸작 중 하나인 챈트리의 초상화 제작에 특별히 주의를 기울였다는 사실이 밝혀졌다.
레이번은 여성 초상화를 그리는 데는 그다지 성공적이지 못했다는 의견이 널리 퍼져 있었지만, 그의 아내의 아름다운 전신상, 스코틀랜드 국립 미술관에 소장된 R. 스콧 몬크리프 부인의 작은 초상화, 로버트 벨 부인의 초상화 등을 보면 이런 견해에 반대된다. 레이번은 평생을 에든버러에서 보냈고, 런던을 거의 방문하지 않았으며, 방문하더라도 짧은 기간 동안만 방문하여 자신의 개성을 유지했다.
만약 런던을 방문하여 오래 머물렀다면 레이번 개인적으로는 영국 예술계의 지도자들과의 긴밀한 교류도 쌓고 대중적으로도 큰 사랑을 받았을 것이지만 스코틀랜드 예술계는 그가 고국을 떠나기 꺼려함으로써 많은 것을 얻게 되었다. 그는 19세기 초 스코틀랜드에서 서서히 생겨나기 시작했던 학교의 공인된 교장이 되었고, 중요한 시기에 그의 모범과 영향력은 매우 중요했다. 그는 관심사도 너무나 다양해서, 그를 모델로 삼은 사람들은 "그가 붓과 팔레트를 잡기 전까지는 그를 결코 화가라고 생각할 수 없을 것이다"라고 말하곤 했다.
1812년에 그는 에든버러 예술가 협회의 회장으로 선출되었고, 1814년에는 스코틀랜드 왕립 아카데미의 준회원이 되었으며, 이듬해에 정회원이 되었다. 1822년 8월 29일 그는 조지 4세 국왕이 스코틀랜드를 방문했을 때 기사 작위를 받았고 호프타운 하우스에서 스코틀랜드의 국왕 폐하의 초상화가로 임명되었다. 그러고 약 1년 후인 1823년 7월 8일 그는 에든버러에서 67세의 나이로 사망했다.

## 평가
레이번은 인기 있고 성공적인 초상화가에게 필요한 필수 자질을 모두 갖추고 있었다. 그는 분명하고 강렬한 초상화를 그려낼 수 있었다. 그의 작품은 강력한 인물 묘사, 극명한 사실주의, 극적이고 특이한 조명 효과, 그리고 가장 확고한 유형의 빠르고 광범위한 솜씨로 구별된다. 스코틀랜드 화가 데이비드 윌키는 스페인을 여행 중 디에고 벨라스케스의 작품을 연구하면서 그의 붓놀림이 레이번의 "정사각형 터치"를 끊임없이 연상시켰다고 기록했다. 또한 스코틀랜드의 의사이자 작가인 존 브라운은 "레이번은 선명하고 명백하고 기분 좋은 모습을 그려내는 데 결코 한 번도 실패하지 않았다. 그는 진실을 그리고, 그것을 사랑으로 그린다"고 썼다.

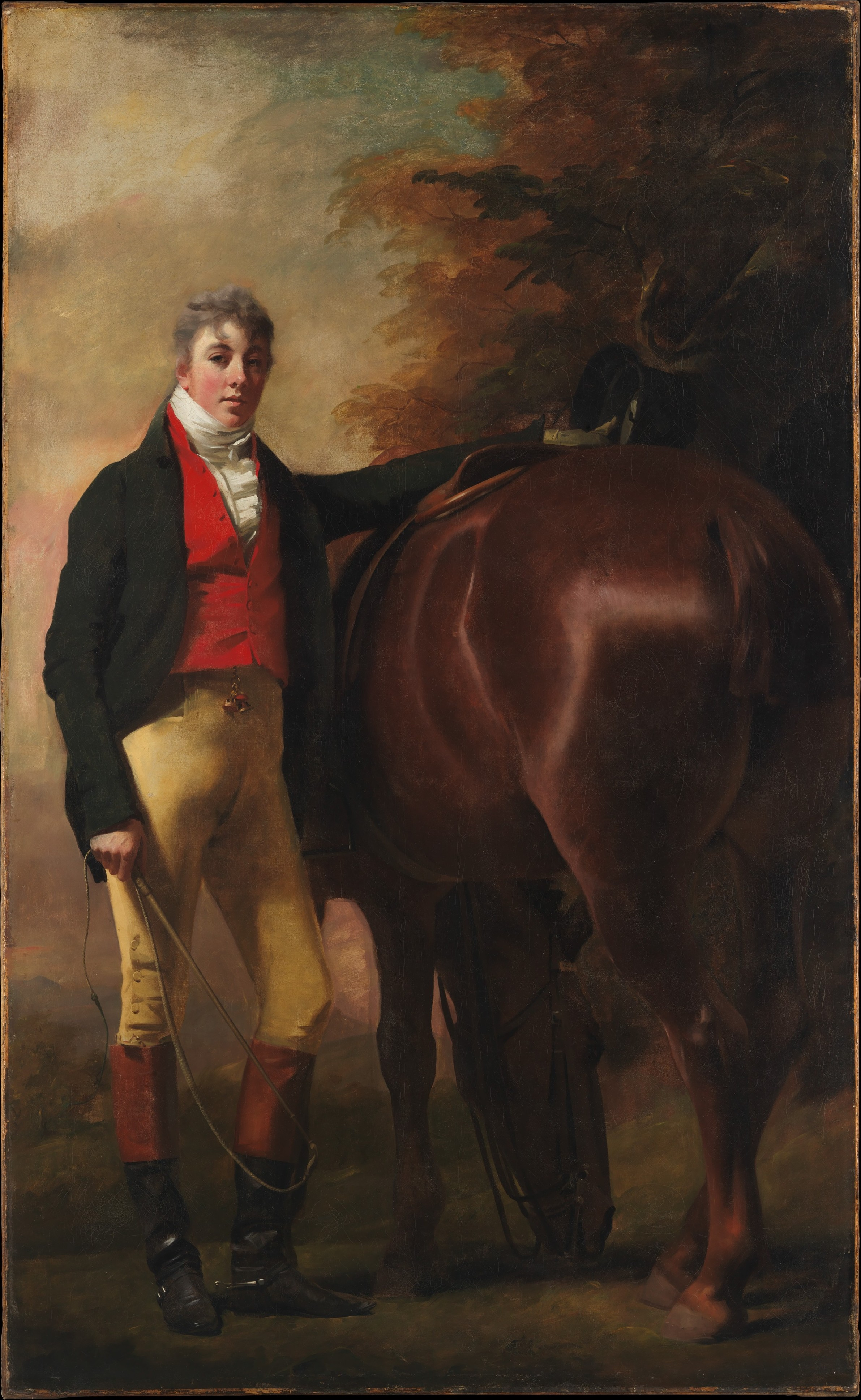
《조지 할리 드러먼드의 초상화》, 1809년경, 메트로폴리탄 미술관 소장

또한 레이번은 "뛰어난 직관력의" 초상화가로 묘사되었다. 그의 초상화 중 다수는 그가 그린 대상과 그들의 관심사에 대해 무언가를 말해준다. 그가 1809년경에 그린 조지 할리 드러먼드(George Harley Drummond)의 초상화를 보면, 할리 드러먼드의 말의 엉덩이가 관람자를 향하게 그리고 말 엉덩이 옆에 서 있는 자랑스러워 보이는 드러먼드의 모습은 인상적이다. 헨리 레이번은 분명히 스코틀랜드인 특유의 올바른 유머 감각을 가지고 있었다.
레이번은 레이놀즈 등 그와 동시대 화가들과는 달리 실제 생활에서 예비 스케치를 그리지 않고 직접 그림을 그리는 철학을 갖고 있어 남다른 화가였다. 이러한 그의 스타일은 토머스 게인즈버러와 레이놀즈의 세련된 스타일과 달리 그가 종종 사용한 거친 모델링과 서로 충돌하는 색상 조합을 부분적으로 설명한다. 그러나 이러한 특성과 위에서 언급한 특성은 낭만주의에서 인상주의에 이르기까지 19세기 회화의 많은 후기 발전을 예고한다.

## 작품

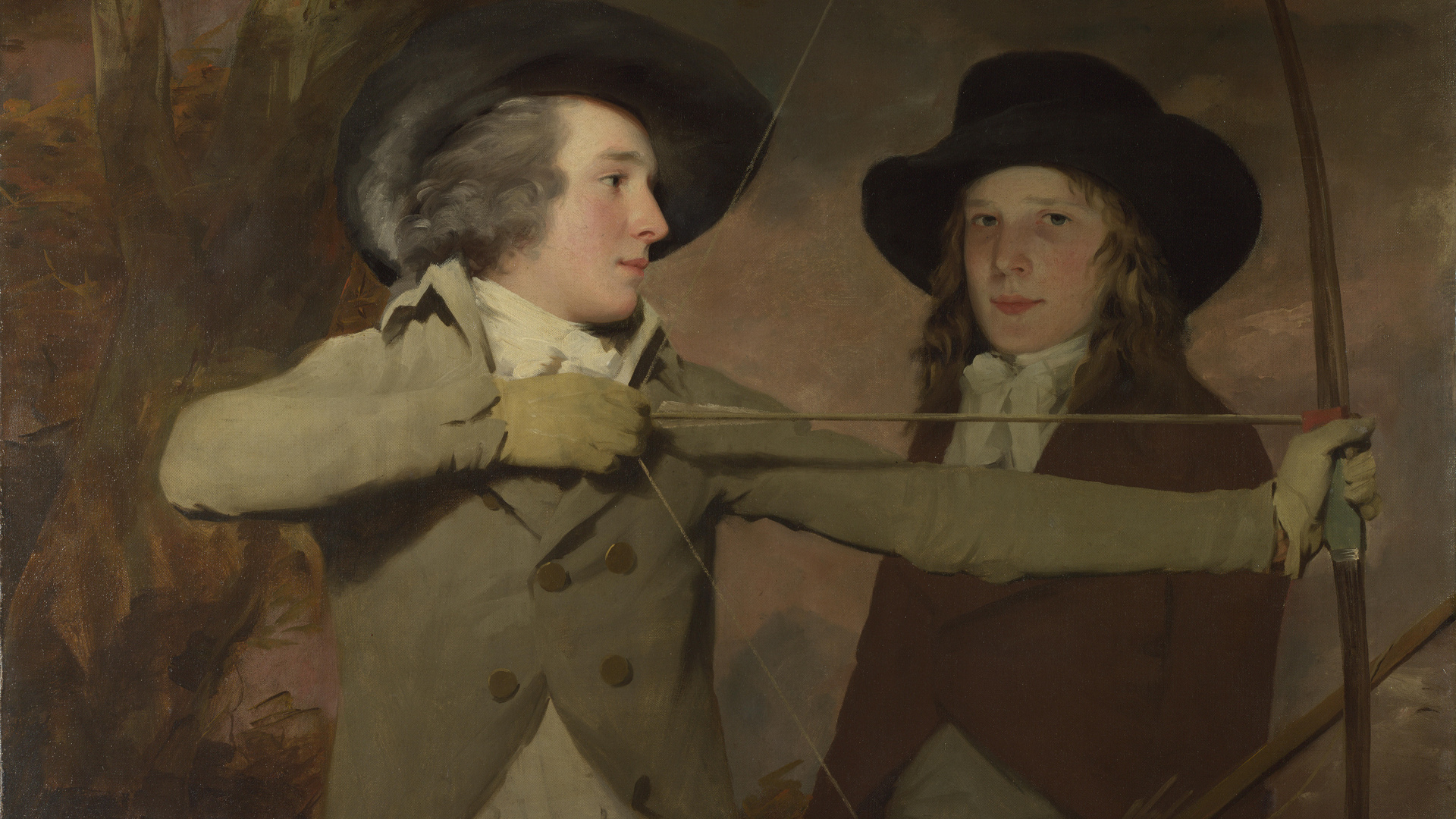
《궁수들》, 1787년에서 1792년 사이, 내셔널 갤러리
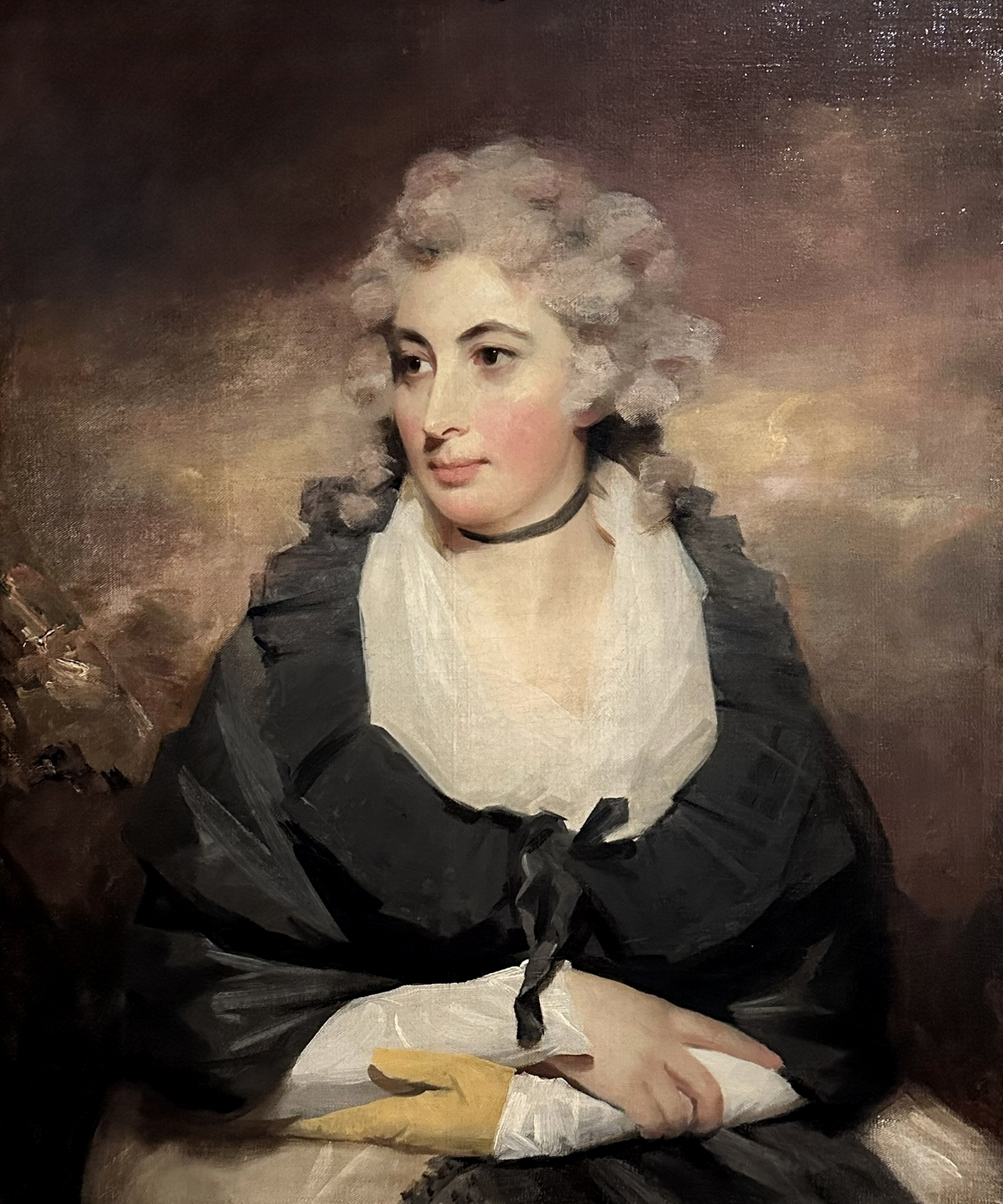
《노섬벌랜드 킬링워스 홀의 레이 부인》, 1790년경, 셰넌도어 밸리 박물관
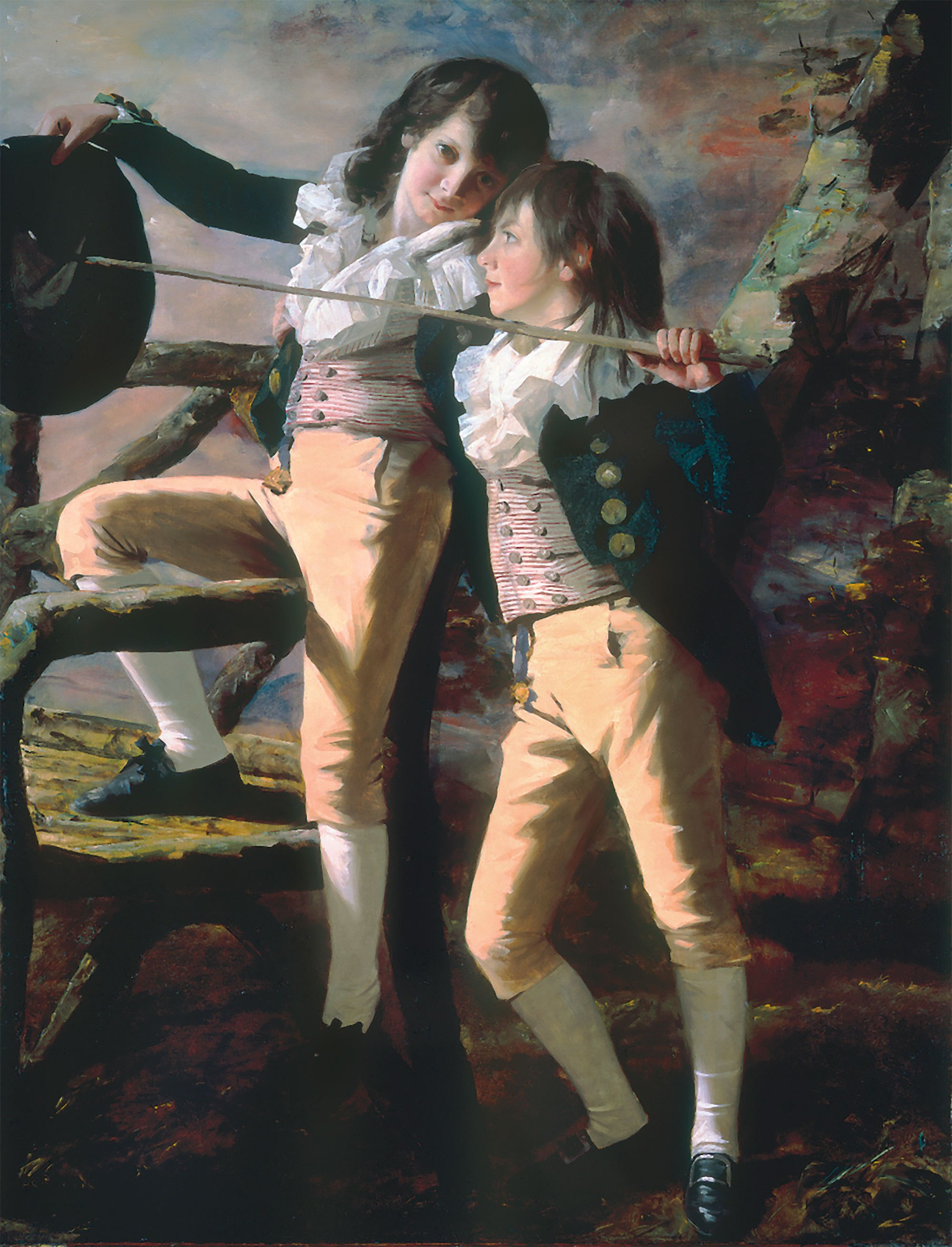
《앨런 형제》(제임스와 존 리 앨런의 초상화), 1790년대 초, 킴벨 미술관
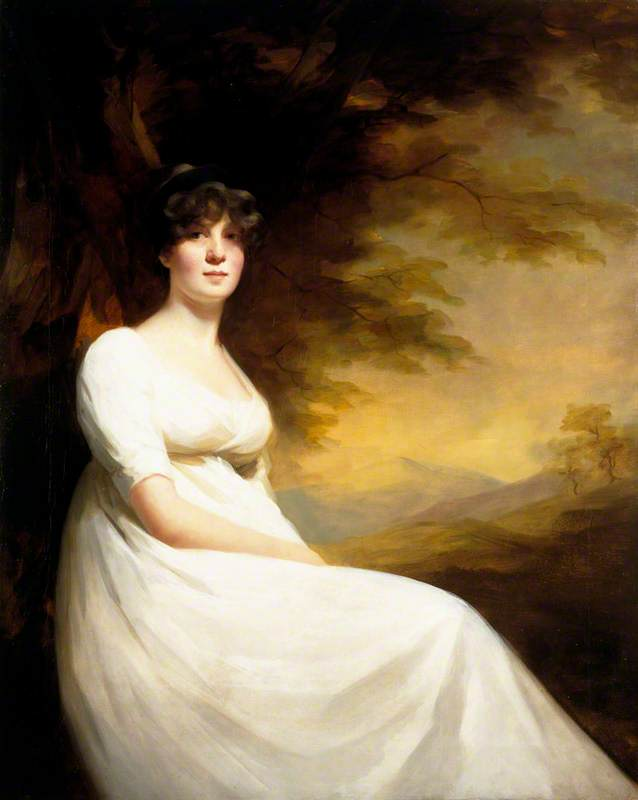
《엘리자베스 포브스, 포트모어의 콜린 맥켄지 부인》, 1805년, 스코틀랜드 국립미술관
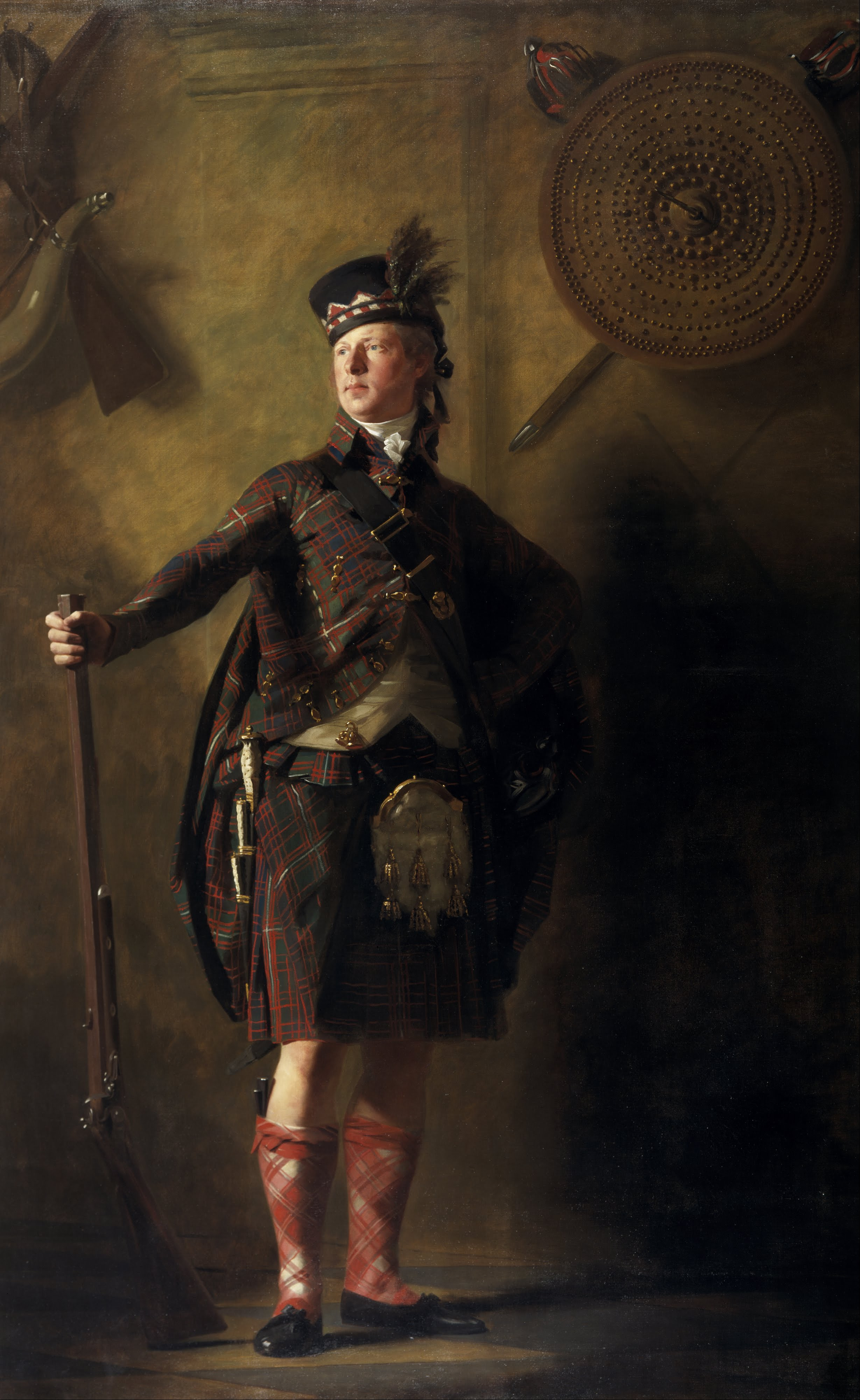
《글렌개리의 앨래스테어 라날드슨 맥도넬 대령의 초상화》(1771-1828), 1812년, 스코틀랜드 국립미술관
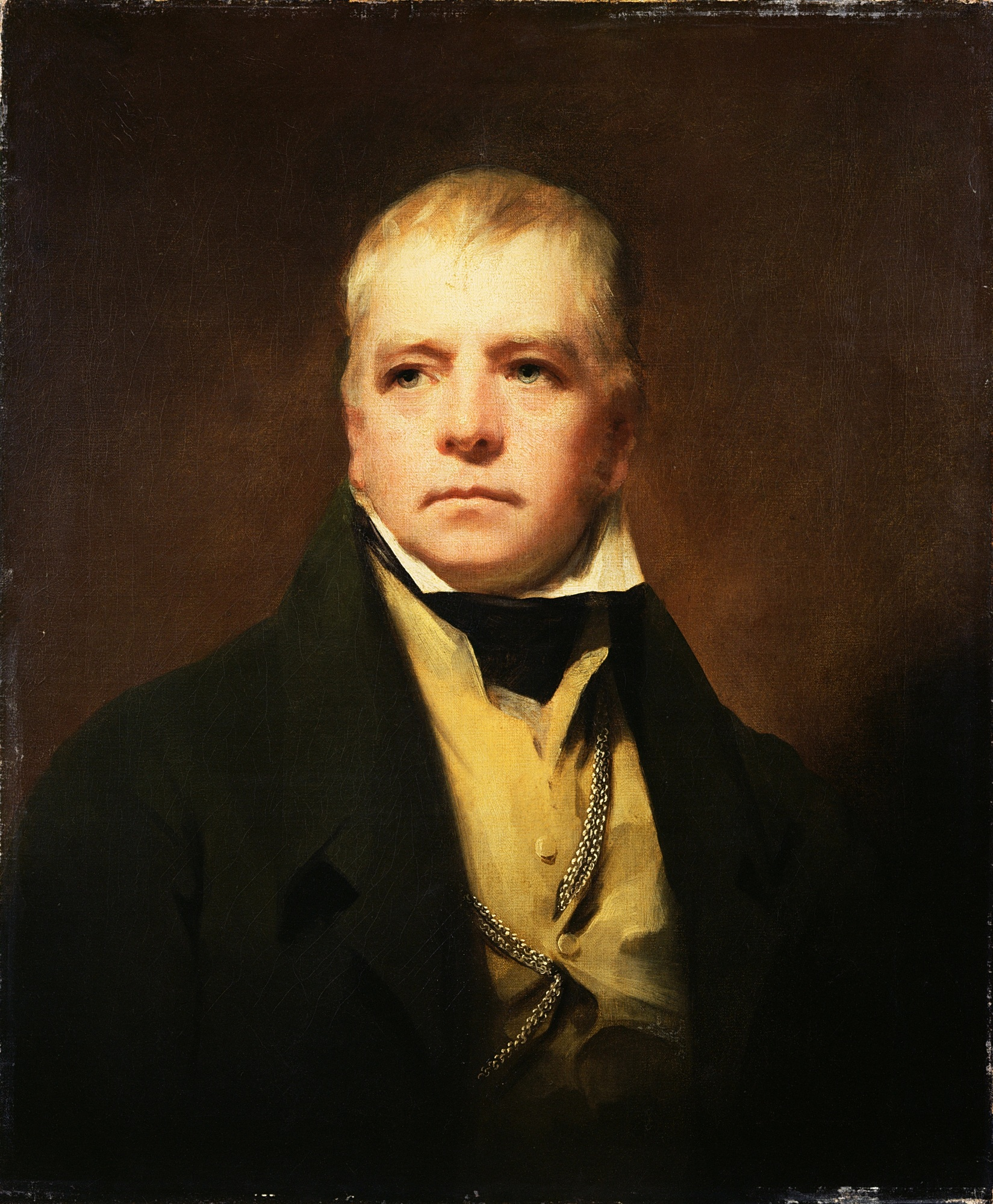
《월터 스콧 경》, 1822년, 스코틀랜드 국립미술관
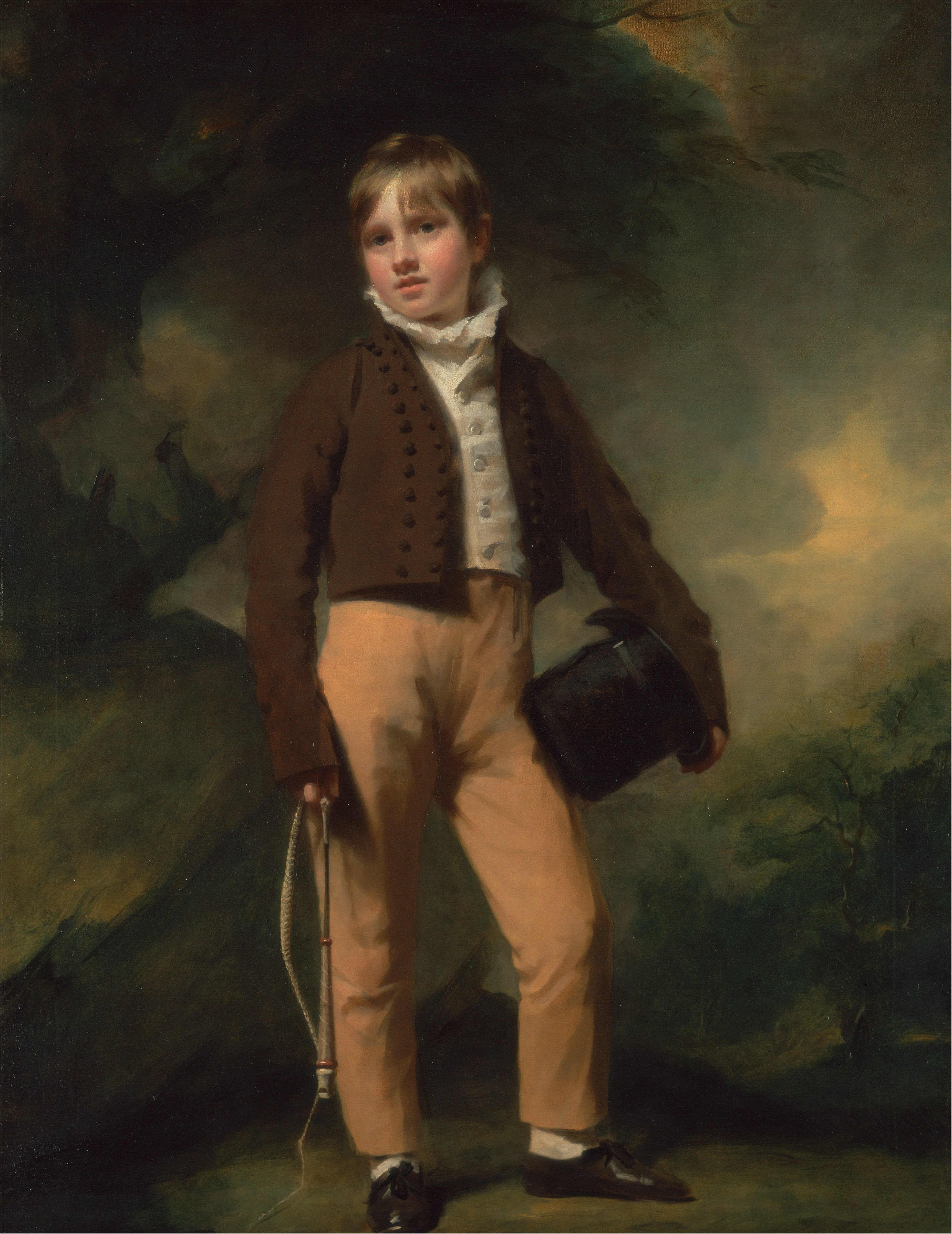
《쿠엔틴 매캐덤의 초상화》, 1815년경
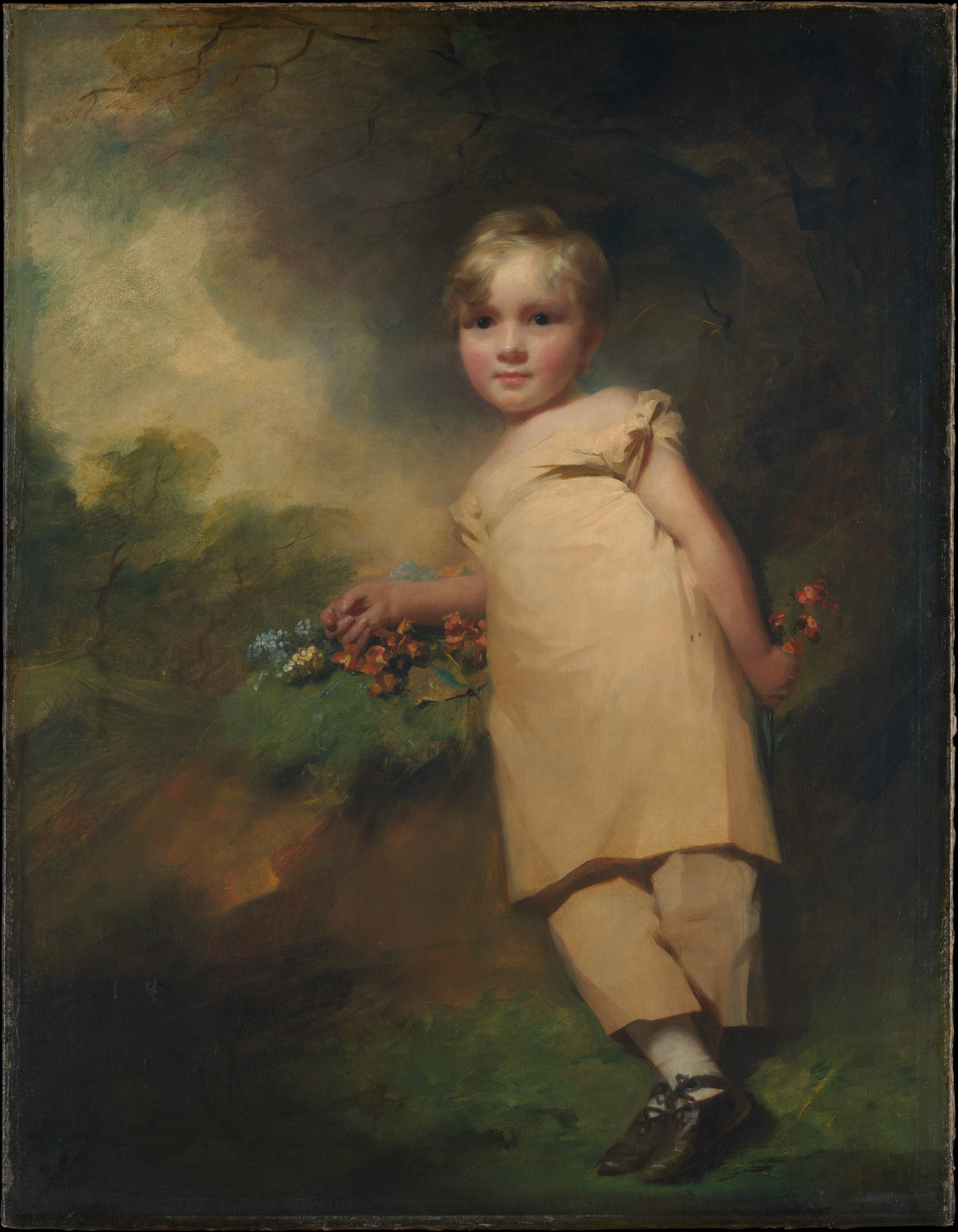
《아클턴의 윌리엄 스콧-엘리엇》, 1816년경, 메트로폴리탄 미술관
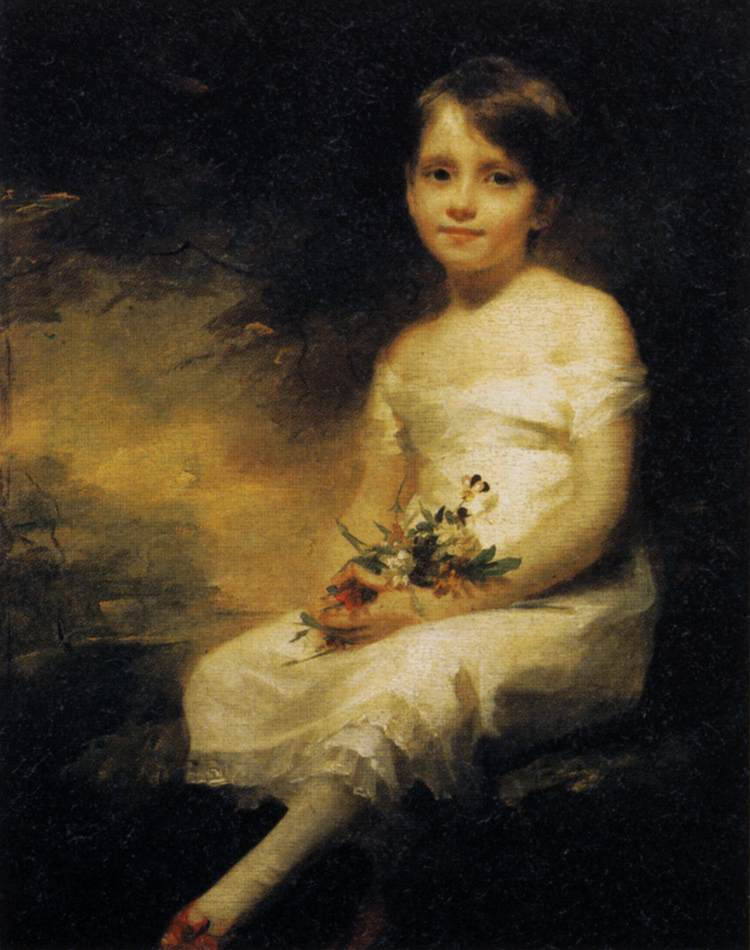
《꽃을 들고 있는 어린 소녀》, 1798년에서 1800년 사이, 루브르 박물관

## 참고 문헌
- Andrew, William Raeburn. Life of Sir Henry Raeburn, R. A. (London: W. H. Allen & co., 1886).
- Armstrong, Sir W. Sir Henry Raeburn (London, 1901.) – with copper plate reproductions from photographs by Thomas Annan
- Masters in Art, volume 6 (Boston, 1905) p. 423 ff.
- Coltman, V. (2013). Henry Raeburn's Portraits of Distant Sons in the Global British Empire. Art Bulletin, 95(2), 294–311.
- Clouston, R. S. Sir Henry Raeburn (London: G. Newnes, 1907).
- Caw, James Lewis. Raeburn (London, T. C. and E. C. Jack, 1909) – with colour plates of his paintings.
- Greig, James. Sir Henry Raeburn: His Life and Works (London: "The Connoisseur", 1911)
- Macmillan, Duncan (1984), Scottish Painting: Ramsay to Raeburn, in Parker, Geoffrey (ed.), Cencrastus No. 17, Summer 1984, pp. 25 – 29, ISSN 0264-0856
- 본 문서에는 현재 퍼블릭 도메인에 속한 브리태니커 백과사전 제11판의 내용을 기초로 작성된 내용이 포함되어 있습니다.
- 〈Raeburn, Henry〉. 《영국인명사전》. 런던: Smith, Elder & Co. 1885–1900.
- 이 문서는 현재 퍼블릭 도메인으로 된 게시물의 글을 포함하고 있습니다: Gilman, D. C.; Thurston, H. T.; Colby, F. M., 편집. (1905). 〈Raeburn〉. 《신 국제 사전》 1판. New York: Dodd, Mead.
- Coltman, Viccy, Stephen Lloyd, Henry Raeburn: Context, Reception and Reputation, Edinburgh University Press, 2012, 352 p.